# Raoul Jarry (homme politique, 1909-1996)
Ne doit pas être confondu avec Raoul Jarry.
Raoul Jarry, né le 23 novembre 1909 à Roumagne et mort le 19 novembre 1996 à Eymet), est un homme politique français.

## Biographie
Directeur d'école, il fut maire de Rouquette de 1964 à 1970, puis d'Eymet après la fusion, conseiller général de 1970 à 1982 et député de la Dordogne de 1975 à 1978.